# Alfredo Polacci
Alfredo Polacci (Roma, 3 agosto 1907 – Milano, 1998) è stato un paroliere e compositore italiano.
È entrato nella storia della musica leggera italiana come autore di Veleno per Tina De Mola e di Il piccolo corazziere, portato al successo da Renato Rascel.

Alfredo Polacci con la sua orchestra nel 1932

## Biografia
Inizia come pianista e come attore di rivista, e nel 1926 recita con Ettore Petrolini; forma poi un'orchestra a suo nome, con cui si esibisce proponendo le sue canzoni, spesso di argomento umoristico, come La canzone di tutti gli addii, ed avvicinandosi anche al jazz.
Nel secondo dopoguerra si dedica in misura maggiore all'attività di autore di canzoni e di riviste.
Nel 1946 scrive Come era verde la nostra valle, cantata nell'omonima rivista da Nino Taranto ed incisa anche da Oscar Carboni; l'anno successivo scrive Il cielo è tornato sereno per Renato Rascel, per cui scrive anche la celeberrima Il piccolo corazziere, ripresa da Rascel nel corso della sua carriera in svariati spettacoli e per cui ha una controversia con l'attore a causa dei diritti d'autore, poiché Rascel la ripropone spacciandola come una propria composizione.
Sempre nel 1947 scrive Veleno, per Tina De Mola.
Nella stagione teatrale 1950-51 scrive una rivista di gran successo, Forse che sud... forse che nord, presentato in tutta Italia dalla compagnia di Pia Renzi, Franco Sportelli e Beniamino Maggio, mentre nel 1955 torna a lavorare con Rascel per Non è successo niente.
Successivamente collabora con Carlo Dapporto, con cui collabora scrivendo alcune riviste tra cui Risate in salotto e la serie dei caroselli per il dentifricio Durbans.
Negli ultimi anni della sua vita si dedica alla scrittura di libri sulla storia dello spettacolo, come "Il Teatro di Rivista - Tutto quello che gli altri non sanno" (1990) e "Gli occhi del buio" (1996).
Nel 1996 è protagonista di un episodio umoristico: riceve infatti una circolare dalla Siae che richiede a tutti gli iscritti che ricevono l'assegno di professionalità un certificato di esistenza in vita,, ed alla richiesta Polacci così risponde "Dopo aver fatto i debiti scongiuri, a fronte della Vostra perentoria e jettatoria richiesta di certificazione, dichiaro d'essere ancora vivo. Richiesta cervellotica e inutile, perché se uno è vivo, prima si tocca e poi vi manda a quel Paese; ma se uno è morto, come può certificarvi della sua dipartita?".
Iscritto alla Siae dal 1927, socio dal 1950, risultano depositate a suo nome 502 canzoni.